# Mauro Olivi
Mauro Andrés Olivi Castañeda (Jacinto Aráuz, Provincia de La Pampa, Argentina; 18 de marzo de 1983) es un futbolista argentino que juega como delantero en el All Boys de Santa Rosa del Torneo Regional Federal Amateur.

## Trayectoria

### Inicios
Comenzó jugando e hizo gran parte de las inferiores en el Club Villa Mengelle de Jacinto Arauz, del cual es hincha, luego emigró a Bahía Blanca al Club Atlético Liniers donde debutó en la temporada 2001/02 jugando el torneo Argentino B (3 partidos, 0 goles). 
Luego de que comenzara a jugar seguido en el ‘Chivo’, en la temporada 2004/05 pasó a préstamo al Club Atlético Sporting de Punta Alta donde disputó el torneo Argentino B. Retornó a Liniers en 2005 donde disputó un par de encuentros en el año que el equipo lograra su primer Tricampeonato de Liga del Sur.
En la temporada 2005/06 pasó a Olimpo de Bahía Blanca donde se dio el gusto de debutar en Primera División, el 8 de noviembre de 2005, frente a Colón de Santa Fe, entrando a los 59 minutos del segundo tiempo por David Ramírez en una derrota por 2 a 0 con goles de Germán Denis (16 min) y Esteban Fuertes (81 min).
Cinco días más tarde, jugando en el Roberto Natalio Carminatti, disputó su primer encuentro como titular formando dupla justamente con Ramírez, ocupando el lugar del ‘Lechuga’ Ezequiel Maggiolo. El partido terminó igualado en cero ante Arsenal de Sarandí y fue sustituido por Pablo Rodríguez a los 72 minutos. 
El 17 de noviembre jugó su tercer encuentro del torneo Apertura 2005 en la derrota ante Vélez Sarsfield (goles de Leandro Graciány Rolando Zárate) siendo reemplazado por Gustavo Savoia a los 46 minutos.
Luego de un torneo Clausura 2006 en el que no disputó encuentros, el torneo Apertura 2007 lo tuvo con mayor rodaje (13 partidos, 2 goles) aunque ninguno de ellos siendo parte de los once iniciales. 
En la temporada 2006/07, donde Olimpo lograría el bicampeonato y la vuelta a la máxima divisional al quedarse con los torneos Apertura 2006 y Clausura 2007, Mauro jugaría pocos encuentros como titular (apenas tres partidos) pero varios ingresando desde el banco de suplentes (veinticuatro encuentros) anotando tres tantos siendo una de las principales herramientas de recambio que el entrenador Leonardo Madelón usara para la dupla formada por Silvio Carrario e Ismael Blanco.
En el Clausura 2008, logra disputar seis encuentros desde el inicio y nueve ingresando como suplente, anotando otros dos goles más, en las victorias ante Gimnasia y Esgrima de Jujuy y Club Atlético Newell's Old Boys. Con el descenso a la Primera B Nacional consumado, pese a varios rumores que hablaban de ofertas de otros conjuntos de Primera División y del exterior, permanece en el equipo y se vuelve pilar importante del plantel que disputa el torneo Primera B Nacional 2008/09, donde hasta el 8 de mayo de 2009, lleva seis goles en veinte partidos disputados.

### Audax Italiano
Luego es transferido al Audax Italiano del fútbol chileno (donde es dirigido por el argentino Omar Labruna) y tras finalizar su primera temporada en la que marcó 18 goles, es galardonado con el Balón de Oro, premio para el mejor jugador del campeonato.

### Colo-Colo
Llega a Colo-Colo para reforzar a su equipo en el Torneo Clausura 2011, donde logra debutar en la 1º fecha de dicho torneo y que resultó una victoria de su equipo frente a Santiago Wanderers por 3-1.
Su primer gol con los albos lo logra en la 13º fecha, y que el resultado fue una victoria 3-1 de Colo-Colo ante Santiago Morning donde anota de penal en el minuto 71.
En 2012 para los play-offs contra Deportes Iquique logra anotar el gol para el empate en el último minuto con un resultado de 3-3. Para luego en la vuelta asistir a Carlos Muñoz para el primer gol y luego anotar el gol que pone fin al partido con un resultado de 2-1 (5-4 a favor del club albo en el global) y sellando el paso del club a las semifinales del Torneo Apertura.
Logra consolidarse en el cuadro albo destacando en la oncena titular, siendo pieza clave en el equipo jugando por la banda izquierda como una especie de ¨Puntero falso¨.
El 2 de febrero de 2014 El "Pampa" vuelve anotar un gol después de casi un año bajo la tierra, ingresando desde el banco por Jaime Valdés, anotaría el quinto gol en la goleada por 5-3 sobre Huachipato, el 9 de febrero Olivi ingreso al minuto 81 por Felipe Flores y cerraría la goleada 4-1 de Colo Colo sobre Unión Española.
El 13 de abril, Colo Colo se coronaría campeón del Clausura 2014 y bajaría su tan ansiada estrella 30 al vencer por 1-0 a Santiago Wanderers, Olivi ingresaría al minuto 78' por Felipe Flores (autor del gol del título).
En ese torneo Olivi solo jugó 6 partidos, pero convirtió dos goles, nunca pudo ganarse la confianza del técnico Hector Tapia.

El 28 de mayo Olivi marco de penal en el triunfo por 3-1 sobre Rangers por la Copa Chile 2014-15.
El 1 de junio Olivi jugaría su último partido por la camiseta de Colo Colo, marcó un gol en la victoria por 2-1 sobre Palestino por la Copa Chile 2014-15 salió al minuto 79 por Nicolás Orellana.

### Segunda etapa en Audax Italiano
Debido a su poca capacidad de hacer goles, constantes lesiones y falta de compromiso con el club, se decide terminar con su contrato el año 2015, estando solo una temporada con los itálicos.

### León de Huánuco
En 2015 descendió con León de Huánuco. Además jugó la Copa Sudamericana 2015.

## Clubes
| Club                   | País      | Año       |
| ---------------------- | --------- | --------- |
| Liniers                | Argentina | 2000-2004 |
| Sporting               | Argentina | 2004-2005 |
| Olimpo de Bahía Blanca | Argentina | 2006-2009 |
| Audax Italiano         | Chile     | 2009-2011 |
| Colo-Colo              | Chile     | 2011-2014 |
| Audax Italiano         | Chile     | 2015      |
| León de Huánuco        | Perú      | 2015-2016 |
| Selangor FA            | Malasia   | 2016      |
| Liniers                | Argentina | 2017-2018 |
| Villa Mengelle         | Argentina | 2018      |
| Huracán                | Argentina | 2020-2021 |
| All Boys de Santa Rosa | Argentina | 2021      |

### Estadísticas
- Actualizado el 22 de octubre de 2016.

| Sporting Argentina |               |               |     |    |    |   |    |    |     |      |      |
| 4ª | 2004/05       | 16            | 8   | -  | -  | - | -  | 16 | 8   | 0.50 |      |
| Total club | Total club    | 16            | 8   | 0  | 0  | 0 | 0  | 16 | 8   | 0.50 |      |
| Olimpo Argentina |               |               |     |    |    |   |    |    |     |      |      |
| 1ª | 2005/06       | 3             | 0   | -  | -  | - | -  | 3  | 0   | 0.00 |      |
| 2ª | 2006/07       | 26            | 3   | -  | -  | - | -  | 26 | 3   | 0.12 |      |
| 1ª | 2007/08       | 27            | 4   | -  | -  | - | -  | 27 | 4   | 0.15 |      |
| 2ª | 2008/09       | 31            | 6   | -  | -  | - | -  | 31 | 6   | 0.19 |      |
| Total club | Total club    | 87            | 13  | 0  | 0  | 0 | 0  | 87 | 13  | 0.15 |      |
| Audax Italiano · Chile |               |               |     |    |    |   |    |    |     |      |      |
| 1ª | 2009          | 15            | 2   | -  | -  | - | -  | 15 | 2   | 0.13 |      |
| 1ª | 2010          | 34            | 18  | 1  | 0  | - | -  | 35 | 18  | 0.51 |      |
| 1ª | 2011          | 12            | 2   | 1  | 0  | - | -  | 13 | 2   | 0.15 |      |
| 1ª | 2014/15       | 23            | 3   | -  | -  | - | -  | 23 | 3   | 0.13 |      |
| Total club | Total club    | 84            | 25  | 2  | 0  | 0 | 0  | 86 | 25  | 0.29 |      |
| Colo-Colo · Chile |               |               |     |    |    |   |    |    |     |      |      |
| 1ª | 2011          | 16            | 1   | -  | -  | - | -  | 16 | 1   | 0.06 |      |
| 1ª | 2012          | 29            | 10  | 7  | 3  | - | -  | 36 | 13  | 0.36 |      |
| 1ª | 2013          | 12            | 2   | -  | -  | - | -  | 12 | 2   | 0.17 |      |
| 1ª | 2013/14       | 17            | 2   | 4  | 2  | 4 | 0  | 25 | 4   | 0.16 |      |
| 1ª | 2014/15       | -             | -   | 5  | 2  | - | -  | 5  | 2   | 0.40 |      |
| Total club | Total club    | 74            | 15  | 16 | 7  | 4 | 0  | 94 | 22  | 0.23 |      |
| León de Huánuco · Perú |               |               |     |    |    |   |    |    |     |      |      |
| 1ª | 2015          | 15            | 10  | -  | -  | 2 | 1  | 17 | 11  | 0.64 |      |
| Total club | Total club    | 15            | 10  | 0  | 0  | 2 | 1  | 17 | 11  | 0.64 |      |
| Selangor FA Malasia |               |               |     |    |    |   |    |    |     |      |      |
| 1ª | 2016          | 17            | 2   | 1  | 0  | 4 | 4  | 22 | 6   | 0.29 |      |
| Total club | Total club    | 17            | 2   | 1  | 0  | 4 | 4  | 22 | 6   | 0.29 |      |
| Total carrera | Total carrera | Total carrera | 293 | 72 | 19 | 7 | 10 | 5  | 322 | 84   | 0.26 |
| (1) Incluye datos de Copa Chile y Copa FA Malasia. (2) Incluye datos de Copa Sudamericana y Copa AFC. (3) No incluye goles en partidos amistosos. |               |               |     |    |    |   |    |    |     |      |      |

## Palmarés

### Campeonatos nacionales
| Título             | Club                   | País      | Año    |
| ------------------ | ---------------------- | --------- | ------ |
| Liga del Sur       | Liniers                | Argentina | 2004   |
| Primera B Nacional | Olimpo de Bahía Blanca | Argentina | 2006   |
| Primera B Nacional | Olimpo de Bahía Blanca | Argentina | 2007   |
| Primera División   | Colo-Colo              | Chile     | 2014-C |

### Distinciones individuales
| Distinción                                 | Año  |
| ------------------------------------------ | ---- |
| Parte del Equipo Ideal de la ANFP          | 2010 |
| Balón de Oro del Campeonato Chileno        | 2010 |
| Parte del Equipo Ideal de El Gráfico Chile | 2010 |